# Скоропадська Анастасія Марківна
Анастасі́я Ма́рківна Скоропа́дська, до шлюбу Маркович, у першому шлюбі Голуб (1667 -1729) — донька прилуцького орендаря Марка Марковича. Перший чоловік — генеральний бунчужний Костянтин Голуб, шваґр гетьмана Івана Самойловича. Другий чоловік — гетьман Іван Скоропадський. Часто втручалась у перебіг державних справ, за що прозвана «Настею-гетьманихою». Через владний характер серед козаків народилася приказка: «Іван носить плахту, а Настя — булаву». Мала зв'язки в російських урядових колах, використовувала їх для збільшення своїх маєтків і дбала про інтереси численних родичів. Засновниця монастиря в Гамаліївці та Анастасіївської церкви в Глухові. 

## Сім'я
- Чоловік: Костянтин Голуб
- Донька: Євдокія Костянтинівна Голуб (?—[?)

+ Іван Чарниш, генеральний суддя.
- Чоловік (від 1700): Іван Скоропадський
- Донька: Уляна Іванівна Скоропадська (1703—1733)

+ Петро Петрович Толстой, ніжинський полковник, перший росіянин на українському полковницькому уряді.